# Gnalipo
Gnalipo est une localité au sud-ouest de la Côte d'Ivoire dans le District du Bas-Sassandra. Cette localité est dans la région de San-Pédro, rattachée administrativement à la commune de Tabou.